# Ekeby-Almby
Ekeby-Almby – miejscowość (tätort) w Szwecji, w regionie administracyjnym (län) Örebro, w gminie Örebro.
Według danych Szwedzkiego Urzędu Statystycznego liczba ludności wyniosła: 1531 (31 grudnia 2015), 2143 (31 grudnia 2018) i 2168 (31 grudnia 2019).